# Paphiopedilum violascens
Paphiopedilum violascens är en orkidéart som beskrevs av Rudolf Schlechter. Paphiopedilum violascens ingår i släktet Paphiopedilum och familjen orkidéer. Inga underarter finns listade i Catalogue of Life.

## Bildgalleri

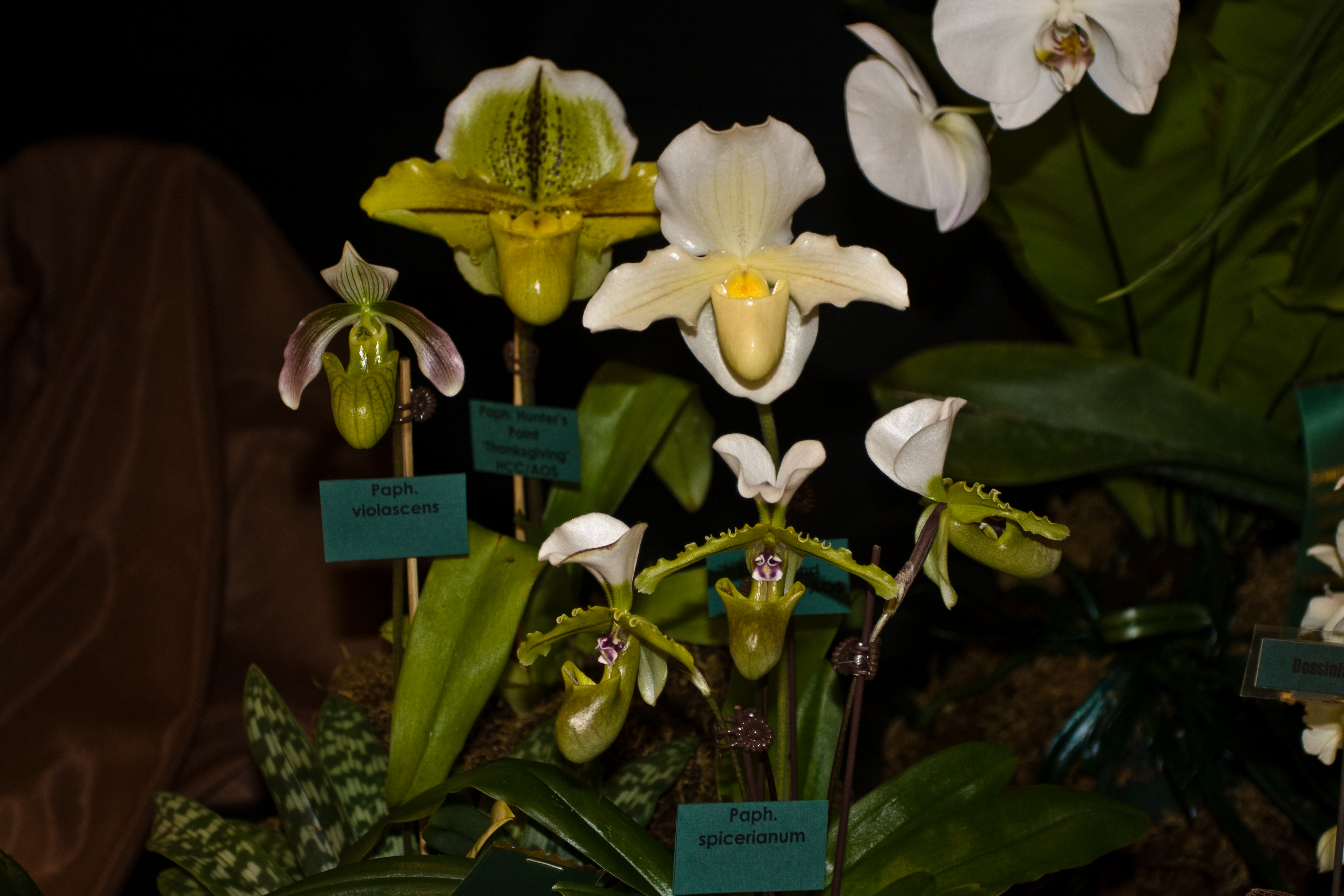